# رجب خزندار
رجب خزندار هو وزير علي باي الثاني توفي بتونس العاصمة يوم 24 ذو القعدة 1211  هـ - 21 ماي 1797  م.

## ترجمته
رباه الباشا علي بن حسين بن علي، وعاش معه خلال فترة لجوئه إلى الجزائر في زمن علي باشا، وكان يحظى بالتقدير والاحترام. وبعد عودة أبناء حسين بن علي، وقع تقديمه للوكالة على مالية الباي وسمي خزندارا، وخدم في عهد علي باي الثاني وفي عهد ابنه حمودة باشا. يقول عنه المؤرخ ابن أبي الضياف إنه: «كان تقيا أمينا ثقة، سلم الناس من يده ولسانه إلى أن توفي».

## إشارات مرجعية
1. ↑  ابن أبي الضياف، الإتحاف، ج 7، تونس 1990، ص 29